# Kanton Roujan
Kanton Roujan (francouzsky Canton de Roujan) je francouzský kanton v departementu Hérault v regionu Languedoc-Roussillon. Tvoří ho 11 obcí.

## Obce kantonu
- Fos
- Fouzilhon
- Gabian
- Magalas
- Margon
- Montesquieu
- Neffiès
- Pouzolles
- Roquessels
- Roujan
- Vailhan